# Женщина без головы
Женщина без головы (исп. La Mujer Sin Cabeza) — фильм аргентинского кинорежиссера Лукресии Мартель 2008 года. Мировая премьера ленты состоялась 21 мая 2008 года на Каннском кинофестивале.

## Сюжет
Действие фильма происходит в аргентинском городе Сальта. Пожилая женщина по имени Веро, возвращаясь домой от родственников, отвлекается на звонок мобильного телефона и кого-то сбивает. От шока женщина не может заставить себя выйти из машины и проверить, действительно ли она кого-то сбила, и если да, то кого. Она просто едет дальше и постепенно теряет голову от того, что с ней произошло. Женщина не может забыть об аварии и не может жить своей обычной жизнью. После аварии Вероника постепенно теряет контроль над восприятием реальности и не может определить, что было на самом деле, а что ей только кажется. И зрители в течение фильма так и не убеждаются доподлинно, каким было настоящее течение событий в жизни героини, а что было странной игрой её подсознания.